# Condado de Citrus
El Condado de Citrus es un condado ubicado en el estado de Florida. En 2000, su población era de 118 085 habitantes. Su sede está en Inverness.

## Historia
El Condado de Citrus fue creado en 1887. Su nombre es el de los árboles de cítricos y su industria asociada, floreciente a finales del siglo XIX.

## Demografía
Según el censo de 2000, el condado cuenta con 118 085 habitantes, 52 634 hogares y 36 317 familias residentes. La densidad de población es de 78 hab/km² (202 hab/mi²). Hay 62 204 unidades habitacionales con una densidad promedio de 41 u.a./km² (106 u.a./mi²). La composición racial de la población del condado es 95,05% Blanca, 2,36% afroamericana, 0,36% Nativa americana o Negra, 0,76% asiática, 0,03% de las islas del Pacífico, 0,37% de otros orígenes y 1,07% de dos o más razas. El 2,66% de la población es de origen hispano o latino cualquiera sea su raza de origen.
De los 52 634 hogares, en el 19,00% de ellos viven menores de edad, 58,30% están formados por parejas casadas que viven juntas, 7,60% son llevados por una mujer sin esposo presente y 31,00% no son familias. El 26,10% de todos los hogares están formados por una sola persona y 15,60% de ellos incluyen a una persona de más de 65 años. El promedio de habitantes por hogar es de 2,20 y el tamaño promedio de las familias es de 2,60 personas.
El 17,20% de la población del condado tiene menos de 18 años, el 4,60% tiene entre 18 y 24 años, el 19,10% tiene entre 25 y 44 años, el 26,90% tiene entre 45 y 64 años y el 32,20% tiene más de 65 años de edad. La edad media es de 53 años. Por cada 100 mujeres hay 92,30 hombres y por cada 100 mujeres de más de 18 años hay 89,60 hombres.
La renta media de un hogar del condado es de $31 001, y la renta media de una familia es de $36 711. Los hombres ganan en promedio $28 091 contra $21 408 para las mujeres. La renta per cápita en el condado es de $18.585. 11,70% de la población y 8,50% de las familias tienen rentas por debajo del nivel de pobreza. De la población total bajo el nivel de pobreza, el 18,10% son menores de 18 y el 7,00% son mayores de 65 años.

## Ciudades y pueblos

### Municipalidades
- Crystal River
- Inverness

### No incorporadas
- Beverly Hills
- Black Diamond
- Citrus Hills
- Citrus Springs
- Floral City
- Hernando
- Homosassa Springs
- Homosassa
- Inverness Highlands North
- Inverness Highlands South
- Lecanto
- Pine Ridge
- Sugarmill Woods